# فوميو نيوا
فوميو نيوا (باليابانية: 丹羽文雄) (22 نوفمبر 1904، يوكايتشي في اليابان - 20 أبريل 2005، طوكيو في اليابان)؛ كاتب وروائي ياباني. درس في جامعة واسيدا.

## الجوائز
- وسام الثقافة

## روابط خارجية
- فوميو نيوا على موقع IMDb (الإنجليزية)
- فوميو نيوا على موقع قاعدة بيانات الفيلم (الإنجليزية)